# Мохамед Лагілі
Мохамед Лагілі (27 травня 1997) — туніський плавець. Учасник Чемпіонату світу з водних видів спорту 2017, де в попередніх запливах на дистанції 200 метрів вільним стилем посів 45-те місце і не потрапив до півфіналів.